# Pangani (Distrikt)
Pangani ist ein Distrikt im Nordosten von Tansania. Er liegt am Indischen Ozean in der Region Tanga, das Verwaltungszentrum ist die gleichnamige Stadt Pangani. Der Distrikt grenzt im Norden an den Distrikt Muheza, im Osten an den Indischen Ozean, im Süden an die Region Pwani und im Westen an den Distrikt Handeni.

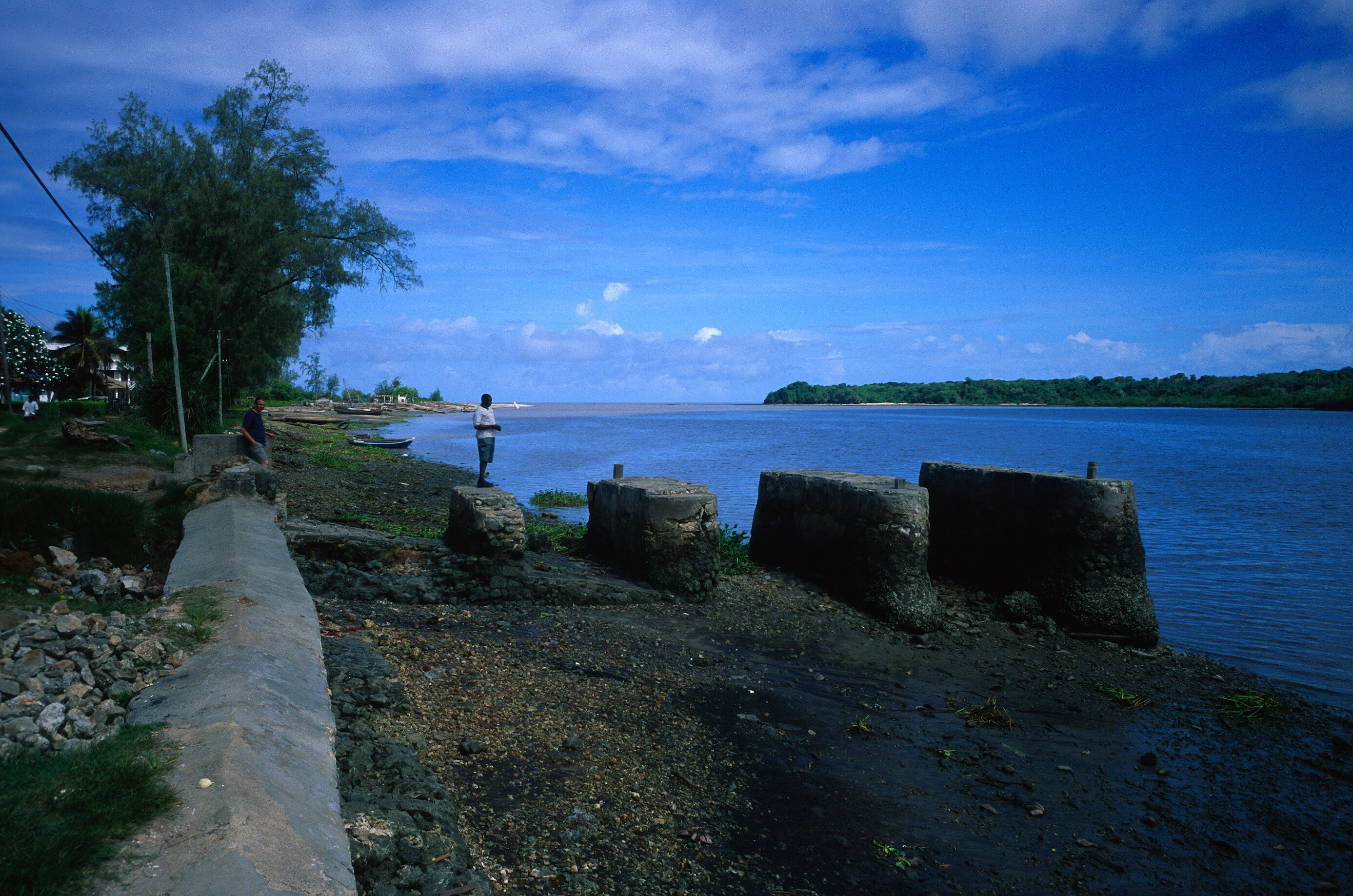
Der Fluss Pangani

## Geographie
Der Distrikt hat eine Fläche von 1831 Quadratkilometern und 75.642 Einwohner (Volkszählung 2022). Das Land steigt vom Indischen Ozean im Osten sanft auf rund 100 Meter Seehöhe im Westen an. Die Entwässerung erfolgt über mehrere Bäche und kleine Flüsse, die alle in den Indischen Ozean münden. Der größte Fluss ist der Pangani, der bei der Stadt Pangani mündet. Das Klima ist tropisch, Aw nach der effektiven Klimaklassifikation. Die Niederschläge von 1000 bis 1500 Millimeter im Jahr fallen in zwei Regenzeiten. Am meisten regnet es in den Monaten März bis Mai, etwa ein Drittel fällt im Herbst von Oktober bis Dezember. Die Durchschnittstemperatur liegt bei 27 Grad Celsius, am kühlsten ist es im Juli mit 24,8 Grad, am heißesten im März mit 29 Grad Celsius.

## Geschichte
Nördlich der Stadt Pangani wurden Überreste einer kleinen Siedlung aus dem 15. Jahrhundert gefunden. Im 19. Jahrhundert war das Gebiet unter der Herrschaft von Sansibar ein wichtiges Zentrum für den Sklavenhandel. Aus der Deutschen Kolonialzeit stammt das Gebäude für das Bezirkshauptquartier.
Pangani war im Jahr 1922 eine eigenständige Division und wurde 1948 ein Teil von Tanga.

## Verwaltungsgliederung
Der Distrikt ist in 14 Bezirke (Wards) gegliedert:
- Bushiri
- Bweni
- Kimang'a
- Kipumbwi
- Madanga
- Masaika
- Mikunguni
- Mkalamo
- Mkwaja
- Mwera
- Pangani Magharibi
- Pangani Mashariki
- Tungamaa
- Ubangaa

## Bevölkerung
Die Einwohnerzahl von Pangani stieg von 37.670 im Jahr 1988 auf 43.920 bei der Volkszählung 2002 und weiter auf 54.025 im Jahr 2012 sowie 75.642 im Jahr 2022. Im Jahr 2012 sprachen fast zwei Drittel der Über-Fünfjährigen Swahili und elf Prozent Swahili und Englisch, 23 Prozent waren Analphabeten.

## Einrichtungen und Dienstleistungen
- Bildung: In 32 staatlichen und drei privaten Grundschulen werden rund 10.000 Schüler von 229 Lehrkräften unterrichtet. Die zehn weiterführenden Schulen werden von 2500 Schülern besucht (Stand 2016).[9]
- Gesundheit: Für die medizinische Versorgung der Bevölkerung gibt es ein Bezirkskrankenhaus, zwei private Krankenhäuser, ein medizinisches Zentrum und 16 Apotheken. Mehr als drei Viertel der Haushalte waren im Jahr 2016 krankenversichert (Mitglieder im Community Health Fund).[10][11]
- Wasser: Im städtischen Bereich sind 56 Prozent der Haushalte an die Wasserversorgung angeschlossen. Durch häufigen Ausfall der Pumpen sinkt die Versorgung auf rund 45 Prozent. Im ländlichen Bereich haben rund zwei Drittel der Bevölkerung Zugang zu sauberem Wasser innerhalb von 400 Metern ihres Wohnortes.[12]

| - Landwirtschaft: Rund achtzig Prozent der Bevölkerung leben von der Landwirtschaft. Die Hauptanbauprodukte für den Eigenbedarf sind Mais, Reis, Hülsenfrüchte, Bananen, Maniok und Süßkartoffeln. Im Jahr 2016 gab es wegen einer Dürre eine schlechte Ernte. Für den Verkauf werden Sisal, Cashewnüsse, Kokosnüsse, Orange, Mango und Sesam angebaut. Im Jahr 2012 wurden 32.000 Rinder gehalten, vier Jahre später über 50.000. Diese starke Zunahme von vor allem nomadisierenden Tierhaltern führt zu Konflikten mit den Ackerbauern und zunehmender Umweltzerstörung. - Fischerei: Im Jahr 2016 wurden von 1540 Fischern rund 40 Tonnen Fisch gefangen. - Tourismus: Die wichtigsten Ziele für den Fremdenverkehr sind die Strände am Indischen Ozean und der Saadani-Nationalpark. - Straßen: Im Distrikt gibt es keine Nationalstraßen. Die wichtigsten Regionalstraßen sind die nicht asphaltierten Verbindungen von der Stadt Pangani die Küste entlang nach Norden und Süden sowie die Verbindung nach Muheza. | Die zur Anzeige dieser Grafik verwendete Erweiterung wurde dauerhaft deaktiviert. Wir arbeiten aktuell daran, diese und weitere betroffene Grafiken auf ein neues Format umzustellen. (Mehr dazu) |

## Politik
In Pangani wird alle fünf Jahre ein Distriktrat (District council) gewählt. Der Rat besteht aus achtzehn Mitgliedern, den Vorsitz führt Said Ally Seifu (Stand 2020)[veraltet].

## Sehenswürdigkeiten
- Saadani-Nationalpark: Im Süden hat der Distrikt Anteil an diesem 1062 Quadratkilometer großen Nationalpark. Er bietet die Möglichkeit, einen Strandurlaub mit Tierbeobachtungen zu verbinden.[22][23]